# Perozamates

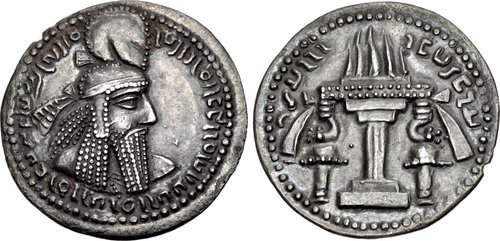
Dracma de r.

Perozamates (Perozamat) foi um suposto nobre parta do século III, ancestral da família Camsaracano. Segundo Moisés de Corene, o único da citá-lo, foi o único indivíduo da Casa de Carano que sobreviveu ao suposto massacre de sua família encabeçado pelo xá Artaxer I (r. 224–242) pelo apoio deles ao xá Artabano IV (r. 208–224); esse suposto massacre é contradito pela evidência epigráfica do período em questão. Perozamates tinha um filho chamado Camsar.
Segundo Moisés, era um garoto quando foi salvo por Burz. Quando chegou a puberdade, foi estabelecido por Artaxer na posição de seu pai e colocado no comando do exército para fazer guerra contra os bárbaros. Era um homem valente, adepto da guerra; quando derrotou Uzurces Cacano, o último deu-lhe sua filha em casamento. Perozamates teve várias mulheres dos parentes de Artaxer e muitos filhos poderosos que mantiveram regiões sob seu controle. Embora estimado por Artaxer, ele não podia vê-lo. Na morte de Artaxer, não submeteu-se a seu filho Sapor I (r. 240–270) e derrotou-o no curso de várias batalhas. Perozamates foi envenenado por um dos amigos do xá.